# معين الدين الجاجرمي
معين الدين الجاجرمي (تـ613هـ) فقيه شافعي، أصولي، من أهل جاجرم.
هو أبو حامد معين الدين محمد بن إبراهيم بن أبي الفضل السَّهلي الجاجرمي الشافعي.     
قال ابن خلكان: والجاجرمي بفتح الجيمين بينهما ألف وسكون الراء وبعدها ميم، هذه النسبة إلى جاجرم، وهي بلدة بين نيسابور وجرجان، خرج منها جماعة من العلماء.
توفي كهلًا في شهر رجب سنة 613هـ بنيسابور.

## مصنفاته
1- إيضاح الوجيز
قال ابن خلكان وغيره: يقع في مجلدين وقد أحسن فيه.   
2- الرسالة في أصول الفقه واللغة.
ذكرها الزركشي في البحر المحيط.
3- شرح أحاديث المهذب 
وهذا الكتاب اطلع عليه ابن خلكان، حيث قال:
ورأيتُ بمدينة دمشق خطه على كتاب شرح فيه الأحاديث المسطورة في المهذب، والألفاظ المشكلة، وقد سمعه عليه جماعة من الفقهاء بنيسابور، في الرابع والعشرين من ذي الحجة سنة اثنتي عشرة وستمائة. 
4- الطريقة في الخلاف
وقد وصفها مترجموه بأنها طريقة مشهورة.   
5- الكفاية في الفقه 
وهو من أشهر كتب الإمام الجاجرمي، قال ابن خلكان: وصنف في الفقه كتاب الكفاية وهو في غاية الإيجاز، مع اشتماله على أكثر المسائل التي تقع في الفتاوى، وهو في مجلد واحد.
وقال السبكي: صاحب الكفاية في الفقه نحو التنبيه أو دونه. 